# در مسیر زاینده‌رود
در مسیر زاینده‌رود نام یک مجموعه تلویزیونی به کارگردانی حسن فتحی است که برای پخش در شبکه یک در ماه رمضان سال ۱۳۸۹ تولید شد. اسماعیل عفیفه تهیه‌کننده این مجموعه است. موسیقی متن این مجموعه تلویزیونی با آهنگ‌سازی و با صدای احسان خواجه امیری بوده است.

## داستان
جوان فوتبالیستی به نام مهران سارنگ (اشکان خطیبی) برای قرارداد با یک باشگاه اصفهانی به اصفهان می‌آید و ناخواسته جوانی اصفهانی به نام مسعود مصیب که یک فعال فرهنگیست را، در یک تصادف به قتل می‌رساند. و به ناچار به دنبال اخذ رضایت از خانواده مقتول است.

## بازیگران
| نام              | نقش بازیگر                                                        |
| ---------------- | ----------------------------------------------------------------- |
| حسین محجوب       | آقا ملک‌منصور مصیب                                                 |
| مهدی سلطانی      | حاج بهزاد مصیب                                                    |
| مهرانه مهین‌ترابی | خانم سارنگ، مادر مهران                                            |
| اشکان خطیبی      | مهران سارنگ                                                       |
| بهنوش طباطبایی   | میترا سماواتی، نامزد مهران                                        |
| مسعود رایگان     | حاجی سماواتی، پدر میترا                                           |
| مهدی باقربیگی    | مسعود مصیب پسر کوچک آقا ملک منصور مصیب برادر کوچک حاج بهزاد فرهاد |
| افسانه پاکرو     | جواهر                                                             |
| مهرداد ضیایی     | فرهاد مصیب                                                        |
| پردیس افکاری     | صحبی، همسر فرهاد                                                  |
| هومن برق‌نورد     | گَرَکانی، دلال فوتبال                                               |
| الهه حسینی       | خواهر مهران سارنگ                                                 |
| مهران نائل       | حمید، پسرعموی میترا                                               |
| حمیدرضا آذرنگ    | وکیل مهران                                                        |
| حسن علیرضایی     | زندانی معتاد اصفهانی                                              |
| آزاده ریاضی      | ستاره، نامزد مسعود                                                |
| امان‌الله رحیمی   | پدر جواهر                                                         |
| نیما نادری       | پسر حج بهزاد                                                      |
| بهناز نادری      | دختر ملک‌منصور                                                     |
| شهرزاد یزدانی    | دختر ملک‌منصور                                                     |

#### بازیگران مهمان
در بخش‌هایی از این مجموعه بازیکنان فوتبال زیر به عنوان بازیگر مهمان حضور یافتند:
- کریم باقری
- آرش برهانی
- وحید شمسایی
- اسماعیل فرهادی
- محمد صلصالی
- فرشید طالبی
- احمد جمشیدیان
- مهدی جعفرپور

## موسیقی
موسیقی متن و خوانندگی تیتراژهای میانی و پایانی این مجموعه تلویزیونی بر عهده احسان خواجه امیری می‌باشد.
| شماره | نام                        | خواننده           | مدت  |
| ----- | -------------------------- | ----------------- | ---- |
| ۱.    | «بی کلام» (تیتراژ ابتدایی) | بی کلام           | ۱:۴۴ |
| ۲.    | «خلاصم کن» (تیتراژ پایانی) | احسان خواجه امیری | ۲:۴۲ |
| ۳.    | «تو بمان» (ترانه میانی)    | احسان خواجه امیری | ۱:۳۶ |
| ۴.    | «چراغ زندگی» (ترانه میانی) | احسان خواجه امیری | ۲:۵۶ |
| ۵.    | «عمر سبک» (ترانه میانی)    | احسان خواجه امیری | ۱:۳۱ |

## جوایز و نامزدها
| ۱۳۹۰ | دوازدهمین دوره جشن حافظ |                                  |                |          |
| ۱۳۹۰ | دوازدهمین دوره جشن حافظ | بهترین مجموعه تلویزیونی          | اسماعیل عفیفه  | نامزدشده |
| ۱۳۹۰ | دوازدهمین دوره جشن حافظ | بهترین کارگردانی تلویزیونی       | حسن فتحی       | نامزدشده |
| ۱۳۹۰ | دوازدهمین دوره جشن حافظ | بهترین فیلمنامه تلویزیونی        | علیرضا نادری   | برنده    |
| ۱۳۹۰ | دوازدهمین دوره جشن حافظ | بهترین بازیگر مرد درام تلویزیونی | حسین محجوب     | نامزدشده |
| ۱۳۹۰ | دوازدهمین دوره جشن حافظ | بهترین بازیگر مرد درام تلویزیونی | مهدی سلطانی    | نامزدشده |
| ۱۳۹۰ | دوازدهمین دوره جشن حافظ | بهترین بازیگر زن درام تلویزیونی  | بهنوش طباطبایی | برنده    |

## انتقادها
پس از پخش این مجموعه تلویزیونی اعتراض‌های فراوانی نسبت به لهجه اصفهانی به کار رفته در این مجموعه شکل گرفت. عده‌ای معتقد بودند این لهجه مردم اصفهان نبوده و آن را لهجه مردم حواشی اصفهان دانستند. محمدتقی رهبر نماینده اصفهان در مجلس شورای اسلامی با تذکر نسبت به رئیس صدا و سیما این مجموعه را توهین به مردم اصفهان قلمداد نمود. استاندار اصفهان نیز خواستار توقف پخش این مجموعه شد.
اسماعیل عفیفه تهیه‌کننده این مجموعه تلویزیونی به نمایندگی از گروه از مردم اصفهان عذرخواهی نمود. او زمان کوتاه را موجب این اشتباهات دانست.